# Delphacodes darwini
Delphacodes darwini är en insektsart som beskrevs av Frederick Arthur Godfrey Muir 1929. Delphacodes darwini ingår i släktet Delphacodes och familjen sporrstritar. Inga underarter finns listade i Catalogue of Life.